# Dwergpotvissen
Dwergpotvissen (Kogiidae) zijn een familie van walvissen. Naast het levende geslacht van de echte dwergpotvissen (Kogia) omvat het de fossiele geslachten Kogiopsis, Miokogia, Praekogia en Scaphokogia. Ze zijn nauw verwant aan de potvissen (Physeteridae) en worden vaak tot dezelfde familie gerekend.
Er zijn maar twee levende soorten:
- Dwergpotvis (Kogia breviceps)
- Kleinste potvis (Kogia sima)

De dwergpotvis en de kleinste potvis zijn heel moeilijk te onderscheiden: de kleinste dwergpotvis is een beetje kleiner en blauwer van kleur. De vorm van de kop en lichaam zijn nagenoeg hetzelfde.
Dwergpotvis (Kogia breviceps) · Kleinste potvis (Kogia sima) · Potvis (Physeter macrocephalus)